# Нур-Тухум
Нур-Тухум (рос. Нур-Тухум) — улус Селенгинського району, Бурятії Росії. Входить до складу Сільського поселення Убур-Дзокойське.
Населення —  674 особи (2015 рік). 